# Mike Fasolo
Mike Fasolo (New York, 28 gennaio 1969) è uno scrittore statunitense, conosciuto per il suo lavoro nella serie televisiva Robot Chicken.
Fasolo è nato e cresciuto nella piccola città di Tuxedo, New York. Si è laureato alla Tuxedo High School e ha frequentato il Ramapo College del New Jersey, dove ha conseguito la laurea in letteratura. Anche se afferma che la scrittura è sempre stata la sua più grande passione, ha voluto prendere una pausa lavorando come giornalista di un quotidiano locale, il Photo News, dove è apparso anche sulla prima pagina.
Nel 1994 Fasolo è entrato a far parte dello staff della Wizard Magazine come capo del Dipartimento di Ricerca, dove è stato incaricato di raccogliere informazioni e illustrazioni su tutto ciò che era presente nel tema della pagina. Dopo alcuni mesi al Wizard, a Mike gli è stato offerto un posto di lavoro nel dipartimento editoriale della rivista InQuest, affiliata alla Wizard. Questa volta il suo incarico consisteva nel parlare di giochi di carte, giochi da tavolo, oggetti da collezione e altri giochi, della sezione notizie. Più tardi ha deciso di abbandonare questo lavoro per concentrarsi sui fumetti, quindi si è trasferito alla Wizard sei mesi dopo, diventando redattore e sceneggiatore.
Alla Wizard, Fasolo è diventato amico di Matt Senreich, uno dei creatori di Robot Chicken. Nel 2004, Senreich, per conto di Cartoon Network, ha chiesto a Fasolo di trasferirsi in California per diventare lo scrittore della serie Robot Chicken. Fasolo ha accettato e da allora ha sempre lavorato per la serie.
Oltre a scrivere per Robot Chicken, Fasolo sta lavorando anche su altri progetti che includono film, serie televisive, cartoni animati, fumetti e quiz televisivi. Attualmente sta lavorando per la Gersh Agency.
Fasolo ha vinto degli Emmy Award, come scrittore, doppiatore e direttore creativo del programma televisivo di Adult Swim, Robot Chicken. Ha vinto anche un Annie Award per la scrittura di Robot Chicken nel 2008.